# تصفيات كأس العالم 2014 (آسيا)
تصفيات كأس العالم لكرة القدم 2014 شهدت منطقة الاتحاد الآسيوي لكرة القدم (AFC) تباري 43 منتخب من أجل 4 بطاقات في نهائيات البطولة المقررة في البرازيل. كما هو الحال في البطولات الأخيرة فإن الاتحاد الآسيوي سيكون لديه أربع متأهلين مباشرة لنهائيات البطولة بالإضافة إلى مقعد آخر محتمل عن طريق ملحق قاري ضد الفريق صاحب المركز الخامس في اتحاد كونميبول، والذي تم اختياره من خلال قرعة عشوائية، بدلاً من أن يحدده الفيفا مسبقاً كما جرى في البطولات السابقة (على سبيل المثال، في 2010 كان الملحق ضد فريق من أوقيانوسيا، وفي 2006 ضد فريق من اتحاد كونكاكاف).

## النظام
أقيمت قرعة التصفيات التمهيدية في البرازيل يوم 30 يوليو 2011. وقد أعلن مبدئياً أن لجنة المسابقات بالاتحاد الآسيوي قررت أن تستخدم نظام تصفيات عام 2010 لنهائيات كأس العالم لكرة القدم 2014 في البرازيل. قام الاتحاد الآسيوي بنشر معلومات في روزنامته مما أوحى ببدأ التصفيات في 8 أكتوبر 2010 بمباريات الذهاب من مواجهات الدور الأول.
لكن مع ذلك، نصح الفيفا الاتحاد الآسيوي قبل نهائيات 2010 بأن تصفيات بطولة 2014 لا يمكن أن تبدأ حتى بعد منتصف عام 2011. في 13 أغسطس 2010 أعلن الاتحاد الآسيوي لكرة القدم نظام التصفيات الذي كان مطابقاً لنظام بطولة 2010 على الرغم من عدم تحديد العدد النهائي للمنتخبات المشاركة. تم الأعلان عن النظام النهائي في مارس 2011، مع إجراء تعديل طفيف للمراحل الأولى عن 2010.
انطلقت التصفيات بدور أول وثاني بنظام مباراتي ذهاب وإياب لاخراج المغلوب، حيث أقيم الأول في 29 يونيو و2 يوليو 3 يوليو بينما الثاني يومي 23 و28 يوليو لتقليص عدد الفرق المتواجدة في القرعة الرئيسية إلى 20. كما هو الحال في نظام 2010، تألفت المرحلة الثالثة من 5 مجموعات تضم 4 فرق (تقام مبارياتها بين سبتمبر 2011 وفبراير 2012) على أن يتقدم صاحبي المركز الأول والثاني من كل مجموعة لتكوين مجموعتين من 5 فرق بحيث ستلعب دور المجموعات مرة أخرى خلال عام 2012. سيتأهل صاحبا المركزين الأول والثاني من كل مجموعة إلى نهائيات 2014 مباشرة، بينما يخوض الفريقين صاحبا المركز الثالث مباراتين فاصلتين للحصول على فرصة التأهل عبر الملحق القاري. وقد حددت قرعة عشوائية بأن تكون المواجهة الأخيرة ضد الفريق صاحب المركز الخامس من تصفيات اتحاد كونميبول.

## المشاركين
43 من بين 46 منتخب آسيوي التحقوا بالتصفيات. قام الاتحاد الآسيوي باصدار قائمة لتصنيف الفرق حسب جولات التصفيات في 8 مارس 2011، مع إصدار قائمة محدثة بسبب عدم مشاركة كل من غوام وبوتان.
التصنيف يحدد من أي مرحلة تبدأ الفرق المنافسة:
- الفرق المصنفة من 1–5 (الفرق التي شاركت في نهائيات كأس العالم لكرة القدم 2010 والملحق القاري) لم تنافس في الأدوار التمهيدية، وتأهلوا مباشرة إلى دور المجموعات
- الفرق المصنفة من 6–27 (فرق أخرى اجتازت الدور الأول في تصفيات 2010، بالإضافة إلى ثلاثة خاسرين من الدور الأول حققوا النتائج 'الأفضل') مرت مباشرة للدور الثاني من التصفيات.
- الفرق المصنفة من 28–43 تخوض الدور الأول

| مرور مباشر إلى الدور الثالث (تصنيف 1 إلى 5)                           | مرور مباشر إلى الدور الثاني (تصنيف 6 إلى 27) | تخوض الدور الأول (تصنيف 28 إلى 43) |
| --------------------------------------------------------------------- | --- | --- |
| 1. اليابان 2. كوريا الجنوبية 3. أستراليا 4. كوريا الشمالية 5. البحرين | 1. السعودية 2. إيران 3. قطر 4. أوزبكستان 5. الإمارات العربية المتحدة 6. سوريا 7. عمان 8. الأردن 9. العراق 10. سنغافورة 11. الصين 12. الكويت 13. تايلاند 14. تركمانستان 15. لبنان 16. اليمن 17. طاجيكستان 18. هونغ كونغ 19. إندونيسيا 20. قرغيزستان 21. المالديف 22. الهند | 1. ماليزيا 2. أفغانستان 3. كمبوديا 4. نيبال 5. بنغلاديش 6. سريلانكا 7. فيتنام 8. منغوليا 9. باكستان 10. فلسطين 11. تيمور الشرقية 12. ماكاو 13. تايبيه الصينية 14. ميانمار 15. الفلبين 16. لاوس |

ملاحظات
- بروناي كانت موقوفة من قبل الفيفا من سبتمبر 2009 [9] حتى مايو 2011.[10] عودة بروناي جائت متأخرة للمشاركة في كأس العالم لكرة القدم 2014.
- بوتان وغوام لا يشاركون في كأس العالم لكرة القدم 2014.[11]

## الدور الأول
تألف الدور الأول من ثماني مواجهات ذهاب وإياب، ويشارك فيها المنتخبات الستة عشر الأدنى تصنيفاً في آسيا. وسيتقدم الفائزون في هذه المواجهات إلى الدور الثاني.

### التصنيف
صنفت هذه الفرق إلى وعائين بحيث يضم الوعاء الأول الفرق التي صنفت من 28–35 ويضم الوعاء الثاني الفرق المصنفة من 36–43.
| وعاء 1                                                                         | وعاء 2                                                                               |
| ------------------------------------------------------------------------------ | ------------------------------------------------------------------------------------ |
| ماليزيا · أفغانستان · كمبوديا · نيبال · بنغلاديش · سريلانكا · فيتنام · منغوليا | باكستان · فلسطين · تيمور الشرقية · ماكاو · تايبيه الصينية · ميانمار · الفلبين · لاوس |

### المباريات
أجريت قرعة الدور الأول من التصفيات الآسيوية يوم 30 مارس 2011 في كوالالمبور، ماليزيا. لعبت مباريات الذهاب يوم 29 يونيو 2011 بينما لعبت مباريات الإياب يومي 2 و3 يوليو 2011.
| الفريق الأول | إجم.    | الفريق الثاني  | مباراة الذهاب | مباراة الإياب |
| ------------ | ------- | -------------- | ------------- | ------------- |
| ماليزيا      | 4–4 (ق) | تايبيه الصينية | 2–1           | 2–3           |
| بنغلاديش     | 3–0     | باكستان        | 3–0           | 0–0           |
| كمبوديا      | 6–8     | لاوس           | 4–2           | 2–6 (ب.و.إ.)  |
| سريلانكا     | 1–5     | الفلبين        | 1–1           | 0–4           |
| أفغانستان    | 1–3     | فلسطين         | 0–2           | 1–1           |
| فيتنام       | 13–1    | ماكاو          | 6–0           | 7–1           |
| نيبال        | 7–1     | تيمور الشرقية  | 2–1           | 5–0           |
| منغوليا      | 1–2     | ميانمار        | 1–0           | 0–2           |

## الدور الثاني
تألف الدور الثاني من خمسة عشر مواجهة ذهاب وإياب، ويشارك فيها 8 منتخبات فائزة من الدور الأول و22 منتخباً آخر مصنف من 6–27. تقدم الفائزون في هذه المواجهات إلى الدور الثالث.

### التصنيف
صنفت هذه الفرق إلى وعائين بحيث يضم الوعاء الأول الفرق التي صنفت من 6–20 ويضم الوعاء الثاني الفرق المصنفة من 21–27 إلى جانب الفائزين الثمانية من الدور الأول.
| وعاء 1 | وعاء 2 |
| --- | --- |
| السعودية · إيران · قطر · أوزبكستان · الإمارات العربية المتحدة · سوريا · عمان · الأردن · العراق · سنغافورة · الصين · الكويت · تايلاند · تركمانستان · لبنان | اليمن · طاجيكستان · هونغ كونغ · إندونيسيا · قرغيزستان · المالديف · الهند · ماليزيا† · بنغلاديش† · لاوس† · الفلبين† · فلسطين† · فيتنام† · نيبال† · ميانمار† |

† لم تكن معروفة هوية الفائزين من الدور الأول عندما تم إجراء القرعة

### المباريات
قسمت مواجهات هذا الدور في الوقت ذاته مع الدور الأول. لعبت مباريات الذهاب يوم 23 يوليو 2011 بينما لعبت مباريات الإياب يومي 28 يوليو 2011.
| الفريق الأول             | إجم. | الفريق الثاني | مباراة الذهاب | مباراة الإياب |
| ------------------------ | ---- | ------------- | ------------- | ------------- |
| تايلاند                  | 3–2  | فلسطين        | 1–0           | 2–2           |
| لبنان                    | 4–2  | بنغلاديش      | 4–0           | 0–2           |
| الصين                    | 13–3 | لاوس          | 7–2           | 6–1           |
| تركمانستان               | 4–5  | إندونيسيا     | 1–1           | 3–4           |
| الكويت                   | 5–1  | الفلبين       | 3–0           | 2–1           |
| عمان                     | 5–0  | ميانمار       | 3–01          | 2–01          |
| السعودية                 | 8–0  | هونغ كونغ     | 3–0           | 5–0           |
| إيران                    | 5–0  | المالديف      | 4–0           | 1–0           |
| سوريا                    | 0–6  | طاجيكستان     | 0–32          | 0–32          |
| قطر                      | 4–2  | فيتنام        | 3–0           | 1–2           |
| العراق                   | 2–0  | اليمن         | 2–0           | 0–0           |
| سنغافورة                 | 6–4  | ماليزيا       | 5–3           | 1–1           |
| أوزبكستان                | 7–0  | قرغيزستان     | 4–0           | 3–0           |
| الإمارات العربية المتحدة | 5–2  | الهند         | 3–0           | 2–2           |
| الأردن                   | 10–1 | نيبال         | 9–0           | 1–1           |

- ملاحظة 1: مباراة الذهاب بين عمان وميانمار كانت قد فازت بها عمان 2–0، لكن منحت فيما بعد كفوز 3–0. مباراة العودة أوقفت بسبب شغب الجماهير.[14] كانت عمان متقدمة خلالها 2–0. وقد أعلنت بأنها النتيجة النهائية من قبل الفيفا، ومنعت ميانمار من المشاركة في التصفيات المؤهلة لكأس العالم 2018.[15]
- ملاحظة 2: منحت كلا المباراتين من مواجهة سوريا وطاجيكستان 3–0 لطاجيكستان بعد إشراك سوريا لاعب غير مؤهل.[16][17] وكانت سوريا قد فازت في مباراة الذهاب 2–1 و4–0 بمباراة العودة.

## الدور الثالث
شهد الدور الثالث انضمام الفرق الـ15 الفائزة من الدور الثاني إلى الـ5 المتأهلين مباشرة. قسمت هذه الفرق إلى خمس مجموعات من أربعة فرق، في القرعة التمهيدية لكأس العالم في مارينا دا غلوريا بريو بريو دي جانيرو، البرازيل يوم 30 يوليو 2011. لعبت المباريات من 2 سبتمبر 2011 إلى 29 فبراير 2012. تقدم صاحبا المركزين الأول والثاني من كل مجموعة إلى الدور الرابع.

### التصنيف
تم تصنيف الفرق استناداً لتصنيف الفيفا لشهر يوليو 2011 والذي صدر يوم 27 يوليو. (التصنيف يظهر في أقواس)
| وعاء 1                                                                       | وعاء 2                                                                | وعاء 3                                                                                    | وعاء 4                                                                                |
| ---------------------------------------------------------------------------- | --------------------------------------------------------------------- | ----------------------------------------------------------------------------------------- | ------------------------------------------------------------------------------------- |
| اليابان (16) · أستراليا (23) · كوريا الجنوبية (28) · إيران (54) · الصين (73) | أوزبكستان (83) · قطر (90) · الأردن (91) · السعودية (92) · الكويت (95) | البحرين (100) · سوريا (104)* · عمان (107) · العراق (108) · الإمارات العربية المتحدة (109) | كوريا الشمالية (115) · تايلاند (119) · سنغافورة (131) · إندونيسيا (137) · لبنان (146) |

ملاحظة. حلت طاجيكستان بدلاً من سوريا في الدور الثالث يوم 19 أغسطس 2011 عقب منح نتيجتي مباراتي الدور الثاني لطاجيكستان.

### المجموعات

#### المجموعة أ
| فريق     | لعب | ف | ت | خ | له | عليه | ف.أ | نقاط |
| -------- | --- | - | - | - | -- | ---- | --- | ---- |
| العراق   | 6   | 5 | 0 | 1 | 14 | 4    | +10 | 15   |
| الأردن   | 6   | 4 | 0 | 2 | 11 | 7    | +4  | 12   |
| الصين    | 6   | 3 | 0 | 3 | 10 | 6    | +4  | 9    |
| سنغافورة | 6   | 0 | 0 | 6 | 2  | 20   | −18 | 0    |

|          | الصين | العراق | الأردن | سنغافورة |
| -------- | ----- | ------ | ------ | -------- |
| الصين    | —     | 0–1    | 3–1    | 2–1      |
| العراق   | 1–0   | —      | 0–2    | 7–1      |
| الأردن   | 2–1   | 1–3    | —      | 2–0      |
| سنغافورة | 0–4   | 0–2    | 0–3    | —        |

#### المجموعة ب
| فريق                     | لعب | ف | ت | خ | له | عليه | ف.أ | نقاط |
| ------------------------ | --- | - | - | - | -- | ---- | --- | ---- |
| كوريا الجنوبية           | 6   | 4 | 1 | 1 | 14 | 4    | +10 | 13   |
| لبنان                    | 6   | 3 | 1 | 2 | 10 | 14   | −4  | 10   |
| الكويت                   | 6   | 2 | 2 | 2 | 8  | 9    | −1  | 8    |
| الإمارات العربية المتحدة | 6   | 1 | 0 | 5 | 9  | 14   | −5  | 3    |

|                          | الكويت | لبنان | كوريا الجنوبية | الإمارات العربية المتحدة |
| ------------------------ | ------ | ----- | -------------- | ------------------------ |
| الكويت                   | —      | 0–1   | 1–1            | 2–1                      |
| لبنان                    | 2–2    | —     | 2–1            | 3–1                      |
| كوريا الجنوبية           | 2–0    | 6–0   | —              | 2–1                      |
| الإمارات العربية المتحدة | 2–3    | 4–2   | 0–2            | —                        |

#### المجموعة ج
| فريق           | لعب | ف | ت | خ | له | عليه | ف.أ | نقاط |
| -------------- | --- | - | - | - | -- | ---- | --- | ---- |
| أوزبكستان      | 6   | 5 | 1 | 0 | 8  | 1    | +7  | 16   |
| اليابان        | 6   | 3 | 1 | 2 | 14 | 3    | +11 | 10   |
| كوريا الشمالية | 6   | 2 | 1 | 3 | 3  | 4    | −1  | 7    |
| طاجيكستان      | 6   | 0 | 1 | 5 | 1  | 18   | −17 | 1    |

|                | اليابان | كوريا الشمالية | طاجيكستان | أوزبكستان |
| -------------- | ------- | -------------- | --------- | --------- |
| اليابان        | —       | 1–0            | 8–0       | 0–1       |
| كوريا الشمالية | 1–0     | —              | 1–0       | 0–1       |
| طاجيكستان      | 0–4     | 1–1            | —         | 0–1       |
| أوزبكستان      | 1–1     | 1–0            | 3–0       | —         |

#### المجموعة د
| فريق     | لعب | ف | ت | خ | له | عليه | ف.أ | نقاط |
| -------- | --- | - | - | - | -- | ---- | --- | ---- |
| أستراليا | 6   | 5 | 0 | 1 | 13 | 5    | +8  | 15   |
| عمان     | 6   | 2 | 2 | 2 | 3  | 6    | −3  | 8    |
| السعودية | 6   | 1 | 3 | 2 | 6  | 7    | −1  | 6    |
| تايلاند  | 6   | 1 | 1 | 4 | 4  | 8    | −4  | 4    |

|          | أستراليا | سلطنة عمان | السعودية | تايلاند |
| -------- | -------- | ---------- | -------- | ------- |
| أستراليا | —        | 3–0        | 4–2      | 2–1     |
| عمان     | 1–0      | —          | 0–0      | 2–0     |
| السعودية | 1–3      | 0–0        | —        | 3–0     |
| تايلاند  | 0–1      | 3–0        | 0–0      | —       |

#### المجموعة ر
| فريق      | لعب | ف | ت | خ | له | عليه | ف.أ | نقاط |
| --------- | --- | - | - | - | -- | ---- | --- | ---- |
| إيران     | 6   | 3 | 3 | 0 | 17 | 5    | +12 | 12   |
| قطر       | 6   | 2 | 4 | 0 | 10 | 5    | +5  | 10   |
| البحرين   | 6   | 2 | 3 | 1 | 13 | 7    | +6  | 9    |
| إندونيسيا | 6   | 0 | 0 | 6 | 3  | 26   | −23 | 0    |

|           | البحرين | إندونيسيا | إيران | قطر |
| --------- | ------- | --------- | ----- | --- |
| البحرين   | —       | 10–0      | 1–1   | 0–0 |
| إندونيسيا | 0–2     | —         | 1–4   | 2–3 |
| إيران     | 6–0     | 3–0       | —     | 2–2 |
| قطر       | 0–0     | 4–0       | 1–1   | —   |

## الدور الرابع
سوف يشهد الدور الرابع تقسيم فائزي المجموعات الخمس وثواني المجموعات الخمسة من الدور الثالث إلى مجموعتين من خمسة فرق. سيتأهل صاحبا المركزين الأول والثاني من كل مجموعة إلى كأس العالم لكرة القدم 2014 في البرازيل، بينما يتقدم الفريقين صاحبا المركز الثالث إلى الدور الخامس.

### التصنيف
أقيمت قرعة الدور الرابع يوم 9 مارس 2012 في كوالالمبور، ماليزيا، واعتمد ترتيب الفرق على تصنيف الفيفا لمارس 2012. تصنيف الفيفا المستخدم صدر في 7 مارس 2012 وقد شمل جميع مباريات الدور الثالث من التصفيات الآسيوية لكأس العالم 2014. الفرق العشرة (كما يظهر أدناه تصنيف الفيفا لمارس 2012 بين قوسين) تم تقسيمهم إلى خمس مستويات، مع احتواء كل مجموعة على فريق من كل مستوى.
| وعاء 1                              | وعاء 2                    | وعاء 3                       | وعاء 4                 | وعاء 5                  |
| ----------------------------------- | ------------------------- | ---------------------------- | ---------------------- | ----------------------- |
| أستراليا (20) · كوريا الجنوبية (30) | اليابان (33) · إيران (51) | أوزبكستان (67) · العراق (76) | الأردن (83) · قطر (88) | عمان (92) · لبنان (124) |

### المجموعات
بما أن التصفيات تتعارض جزئياً مع كأس القارات 2013 التي ستبدأ في 15 يونيو 2013، قرر الاتحاد الآسيوي تعديل جولة المباريات لضمان عدم لعب اليابان ممثل آسيا بكأس القارات، بوضعه في المركز الخامس بالمجموعة من أجل عدم اللعب يوم 18 يونيو 2013.

#### المجموعة A
| م | الفريق         | لعب | ف | ت | خ | أ.له | أ.ع | أ.ف | نقاط | التأهل                             |
| - | -------------- | --- | - | - | - | ---- | --- | --- | ---- | ---------------------------------- |
| 1 | إيران          | 8   | 5 | 1 | 2 | 8    | 2   | +6  | 16   | التأهل لكأس العالم لكرة القدم 2014 |
| 2 | كوريا الجنوبية | 8   | 4 | 2 | 2 | 13   | 7   | +6  | 14   | التأهل لكأس العالم لكرة القدم 2014 |
| 3 | أوزبكستان      | 8   | 4 | 2 | 2 | 11   | 6   | +5  | 14   | التقدم للمرحلة الخامسة             |
| 4 | قطر            | 8   | 2 | 1 | 5 | 5    | 13  | −8  | 7    |                                    |
| 5 | لبنان          | 8   | 1 | 2 | 5 | 3    | 12  | −9  | 5    |                                    |

#### المجموعة B
| م | الفريق   | لعب | ف | ت | خ | أ.له | أ.ع | أ.ف | نقاط | التأهل                             |
| - | -------- | --- | - | - | - | ---- | --- | --- | ---- | ---------------------------------- |
| 1 | اليابان  | 8   | 5 | 2 | 1 | 16   | 5   | +11 | 17   | التأهل لكأس العالم لكرة القدم 2014 |
| 2 | أستراليا | 8   | 3 | 4 | 1 | 12   | 7   | +5  | 13   | التأهل لكأس العالم لكرة القدم 2014 |
| 3 | الأردن   | 8   | 3 | 1 | 4 | 7    | 16  | −9  | 10   | التقدم للمرحلة الخامسة             |
| 4 | عمان     | 8   | 2 | 3 | 3 | 7    | 10  | −3  | 9    |                                    |
| 5 | العراق   | 8   | 1 | 2 | 5 | 4    | 8   | −4  | 5    |                                    |

## الدور الخامس
الفريقان اللذين يحتلان المركز الثالث في مجموعتي الدور الرابع سوف يتواجهان لتحديد ممثل آسيا في الملحق القاري.
أقيمت قرعة الدور الخامس من التصفيات الآسيوية في زيوريخ يوم 19 مارس 2013 خلال اجتماعات اللجنة المنظمة لكأس العالم لكرة القدم.
| الفريق الأول | إجم.          | الفريق الثاني | مباراة الذهاب | مباراة الإياب   |
| ------------ | ------------- | ------------- | ------------- | --------------- |
| الأردن       | 2-2 (8-9 ر.ت) | أوزبكستان     | 1-1           | 1-1 (وقت إضافي) |

## مباريات الملحق القارية
فائز الدور الخامس سوف يلعب مع صاحب المركز الخامس من تصفيات الكونميبول في مباراتين فاصلتين ذهاب وإياب. الفائز من هذا الملحق يتأهل إلى نهائيات كأس العالم لكرة القدم 2014.
| الفريق الأول | إجم. | الفريق الثاني | مباراة الذهاب | مباراة الإياب |
| ------------ | ---- | ------------- | ------------- | ------------- |
| الأردن       | 0–5  | الأوروغواي    | 0–5           | 0–0           |

فاز منتخب الأوروغواي بنتيجة 5-0 في مجموع المباراتين وتأهل إلى بطولة كأس العالم.

## الهدافين
اعتباراً من 26 مارس 2013، تم تسجيل 403 هدفاً في 134 مباراة، بمتوسط 3.01 هدف لكل مباراة. اللاعبون البارزون بالخط العريض لازالوا نشطين في المنافسة.
7 أهداف
| - يونس محمود - شينجي أوكازاكي | - حسن عبد الفتاح | - لي كونغ فينه |

6 أهداف
| - أحمد هايل | - بارك تشو يونغ |  |

5 أهداف
| - هاو جونمين - عامر ذيب | - خلفان إبراهيم - ناصر الشمراني | - لي كيون هو |

4 أهداف
| - جوشوا كينيدي - إسماعيل عبد اللطيف - سيد ضياء - شانغ شو | - كريستيان غونزاليس - جواد نكونام - نشأت أكرم - كيسوكي هوندا | - شينجي كاغاوا - ريويتشي مايدا - يوسف ناصر - حسن معتوق |

3 أهداف
| - أليكس بروسك - بريت هولمان - محمد طيب العلوي - كريم أنصاريفرد - مجتبى جباري - علاء عبد الزهرة - عبد الله ذيب - فيساي فافوفانين | - علي السعدي - محمود العلي - محمد صافي محمد سالي - عماد الحوسني - أحمد مبارك المهاجري - مراد عليان - يوسف أحمد | - سباستيان سوريا - ألكساندر جوريتش - رجا رافع - إسماعيل مطر - سيرفر جيباروف - ألكساندر غينريخ - سانجار تورسنوف |

هدفين
| - أرتشي تومبسون - لوك ويلكشير - تيم كاهيل - محمود عبد الرحمن - جاهد حسن أميلي - سام إل ناسا - كوتش سوكومفياك - تشين تاو - دينغ زهوشيانغ - يو هاي - يو هانتشاو - زهينغ زهينغ - تشين بو-ليانغ - هادي عقيلي - أشكان دجاغه - محمد رضا خلعتبري - غلام رضا رضائي | - أندرانيك تيموريان - هوار ملا محمد - مايك هافينار - يوزو كوريهارا - مساعد ندا - مانولوم فومسوفانه - لامناو سينغتو - رضا عنتر - محمد أيديل عبد الرزق - شفيق رحين - أنيل غورونغ - جو مانو راي - عبد العزيز المقبالي - باك نام تشول - فيل يونغهاسبند - محمد كاسولا - محمد رزاق | - محمد نور - شي جياي - جي دونغ وون - كيم بو كيونغ - كو جا تشيول - لي دونغ غوك - تيراسيل دانغدا - داتساكورن ثونغلاو - إسماعيل الحمادي - محمد الشحي - علي الوهيبي - بشير سعيد - أولوغبيك باكاييف - باهودير نسيموف - هوينه كوانغ ثانه - نغوين كوانغ هاي |

هدف واحد
| - بلال أريزو - بريت إيمرتون - مايل جيديناك - هاري كيويل - ميثون تشاودوري - محمد زاهد حسين - رضائول كريم - تشين تشويون - خوون لابورافي - لي ويفينغ - كو بو - يو داباو - زهينغ زهي - تشانغ هان - كزافييه تشين - جيجي لالبيخلوا - غورامانغي سينغ - محمد إلهام - محمد ناسوها - بامبانغ بامونغكاس - محمد رضوان - سيد دقيقي - سيد جلال حسيني - علي كريمي - ميلاد ميداودي - حمادي أحمد - كرار جاسم - مصطفى كريم - قصي منير - هيروشي كييوتاكي - يويتشي كومانو - ياسويوكي كونو - كينغو ناكامورا - مايا يوشيدا - بهاء عبد الرحمن - خليل بني عطية - أنس بني ياسين - ثائر البواب - باسم فتحي | - سعيد مرجان - وليد علي - فهد الأنصاري - فهد العنزي - بدر المطوع - حسين فضل - خامفينغ سايافوثي - سولييا سيفاساي - كانلايا سيسومفانغ - سوكافوني فونغتشينغخام - طارق العلي - عباس علي عطوي - محمد غدار - أكرم المغربي - ليونغ كا هانغ - عبد الهادي يحيى - خوريلباتار تسيند آيوش - ماي آيه ناينغ - باي سوي - بهارات خاواس - جاغجيت شريسثا - سوجال شريسثا - بهولا سيلوال - جانغ سونغ هيوك - عبد العزيز مبارك - إسماعيل سليمان العجمي - محمد البلوشي - حسين الحضري - جمعة درويش المعشري - إسماعيل عمور - حسام وادي - ناتي بوركي - إميليو كاليغدونغ - آنخيل غيرادو - ستيفان شروك - عبد العزيز السليطي - محمد السيد - مشعل مبارك - سالم الدوسري | - أحمد الفريدي - أسامة المولد - محمد السهلاوي - حسن فلاتة - أسامة هوساوي - نايف هزازي - محمد عبدول - فخر الدين مصطافيتش - كيو لي - تشاثورا غوناراتني - كيم جونغ وو - كيم شين ووك - كواك تاي هوي - سون هيونغ مين - جورج مراد - نديم صباغ - أختم خامروغلوف - كامل سعيدوف - جاكرافان كايوبروم - سومبونغ سوليب - جوزيه جواو بيريرا - أرسلانميرات أمانوف - غاهريمانبيردي تشونكاييف - فياتشيسلاف كرينديليوف - بيردي ساميرادوف - حمدان الكمالي - أحمد خليل - محمود خميس - عادل أحمدوف - مارات بيكماييف - جاسور حسنوف - تيمور كابادزه - فيكتور كاربينكو - ألكسندر شادرين - ماكسيم شاتسكيخ - نغوين نغوك ثانه - نغوين ترونغ هوانغ - نغوين فان كوييت - فام ثانه لونغ |

هدف عكسي 1
| - مايل جيديناك (لعب ضد عمان) - محمود باقر يونس (لعب ضد الكويت) - راشد الفارسي (لعب ضد تايلاند) | - كي سونغ يوينغ (لعب ضد أوزبكستان) - فرخ تشورييف (لعب ضد سوريا) - وليد عباس (لعب ضد الكويت) | - حمدان الكمالي (لعب ضد كوريا الجنوبية) - أرتيوم فيليبوسيان (لعب ضد كوريا الجنوبية) |

## وصلات خارجية
- نتائج وجدول (نسخة FIFA.com) نسخة محفوظة 29 أغسطس 2011 على موقع واي باك مشين.
- نتائج وجدول (نسخة the-AFC.com)